# Associazione Calcio Carpi 1925-1926
Questa pagina raccoglie le informazioni riguardanti l'Associazione Calcio Carpi nelle competizioni ufficiali della stagione 1925-1926.

## Rosa
| N. |                     | Ruolo | Calciatore                |
| -- | ------------------- | ----- | ------------------------- |
|    | Italia (bandiera)   | C     | Giuseppe Baccilieri       |
|    | Italia (bandiera)   | D     | Alberto Benassi           |
|    | Italia (bandiera)   | C     | Maino Benassi             |
|    | Italia (bandiera)   | D     | Angiolino Camurri         |
|    | Italia (bandiera)   | A     | Giovan Battista Focherini |
|    | Italia (bandiera)   | A     | Primo Forni               |
|    | Ungheria (bandiera) | C     | József Jalowezsky         |
|    | Italia (bandiera)   | D     | Walter Guandalini         |
|    | Italia (bandiera)   | A     | Augusto Maselli           |
|    | Italia (bandiera)   | A     | Almo Morselli             |

| N. |                   | Ruolo | Calciatore             |
| -- | ----------------- | ----- | ---------------------- |
|    | Italia (bandiera) | A     | Domenico Orlandi       |
|    | Italia (bandiera) | C     | Maino Sabbadini        |
|    | Italia (bandiera) | D     | Zorè Sabbadini         |
|    | Italia (bandiera) | P     | Amilcare Sala          |
|    | Italia (bandiera) | P     | Castone Setti          |
|    | Italia (bandiera) | C     | Enzo Silingardi        |
|    | Italia (bandiera) | D     | Leonio Tirelli         |
|    | Italia (bandiera) | A     | Zurga Tirelli          |
|    | Italia (bandiera) | C     | Archimede Tirelli (IV) |
|    | Italia (bandiera) | C     | Gogliardo Turrini      |